# Ilse Kemper
Ilse Kemper (20 juni 2006) is een Nederlands voetbalster die uitkomt voor PEC Zwolle in de Eredivisie.

## Carrière
Kemper speelde tot haar 15e bij haar amateurclub Rohda Raalte, waarna ze in 2021 de overstap maakte naar het beloftenteam van PEC Zwolle. In het seizoen 2022/23 debuteerde ze in de eerste wedstrijd van het seizoen tegen FC Twente. Ze speelde de volledige wedstrijd. Kemper verlengde op 18 augustus 2025 haar contract in Zwolle tot medio 2026.

### Carrièrestatistieken
| Seizoen                         | Club            | Land            | Competitie         | Competitie | Competitie | Beker | Beker | Internationaal | Internationaal | Overig | Overig | Totaal | Totaal |
| Seizoen                         | Club            | Land            | Competitie         | Wed.       | Dlp.       | Wed.  | Dlp.  | Wed.           | Dlp.           | Wed.   | Dlp.   | Wed.   | Dlp.   |
| ------------------------------- | --------------- | --------------- | ------------------ | ---------- | ---------- | ----- | ----- | -------------- | -------------- | ------ | ------ | ------ | ------ |
| 2022/23                         | PEC Zwolle      | Nederland       | Vrouwen Eredivisie | 11         | 0          | 0     | 0     | –              | –              | –      | –      | 11     | 0      |
| 2023/24                         | PEC Zwolle      | Nederland       | Vrouwen Eredivisie | 22         | 0          | 1     | 0     | –              | –              | –      | –      | 23     | 0      |
| 2024/25                         | PEC Zwolle      | Nederland       | Vrouwen Eredivisie | 18         | 0          | 0     | 0     | –              | –              | 0      | 0      | 18     | 0      |
| Carrière totaal                 | Carrière totaal | Carrière totaal | Carrière totaal    | 51         | 0          | 2     | 0     | 0              | 0              | 0      | 0      | 53     | 0      |
| Bijgewerkt tot 22 december 2024 |                 |                 |                    |            |            |       |       |                |                |        |        |        |        |

## Interlandcarrière

### Nederland onder 16
Op 17 november 2021 debuteerde Kemper bij het Nederland –16 in een vriendschappelijke wedstrijd tegen België –16 (7–0).
| Interlands van Ilse Kemper   | Interlands van Ilse Kemper   | Interlands van Ilse Kemper   | Interlands van Ilse Kemper   | Interlands van Ilse Kemper   | Interlands van Ilse Kemper   |
| №                            | Datum                        | Wedstrijd                    | Uitslag                      | Soort wedstrijd              | Doelpunten                   |
| Als speelster bij PEC Zwolle | Als speelster bij PEC Zwolle | Als speelster bij PEC Zwolle | Als speelster bij PEC Zwolle | Als speelster bij PEC Zwolle | Als speelster bij PEC Zwolle |
| ---------------------------- | ---------------------------- | ---------------------------- | ---------------------------- | ---------------------------- | ---------------------------- |
| 1.                           | 17 november 2021             | België – Nederland           | 0 – 7                        | Vriendschappelijk            | 1                            |
| 2.                           | 13 april 2022                | Nederland – Noorwegen        | 2 – 2                        | Vriendschappelijk            | 0                            |
| 3.                           | 15 april 2022                | Frankrijk – Nederland        | 1 – 1                        | Vriendschappelijk            | 0                            |
| 4.                           | 11 juni 2022                 | Duitsland – Nederland        | 1 – 1                        | Vriendschappelijk            | 0                            |
| 5.                           | 4 juli 2022                  | Nederland – Noorwegen        | 2 – 0                        | Vriendschappelijk            | 0                            |
| 6.                           | 7 juli 2022                  | Nederland – Zweden           | 3 – 1                        | Vriendschappelijk            | 0                            |